# Euceros faciens
Euceros faciens là một loài tò vò trong họ Ichneumonidae.